# Blaesoxipha mona
Blaesoxipha mona är en tvåvingeart som beskrevs av Thomas Pape 1994. Blaesoxipha mona ingår i släktet Blaesoxipha och familjen köttflugor.
Artens utbredningsområde är Puerto Rico. Inga underarter finns listade i Catalogue of Life.